# 北辻沼

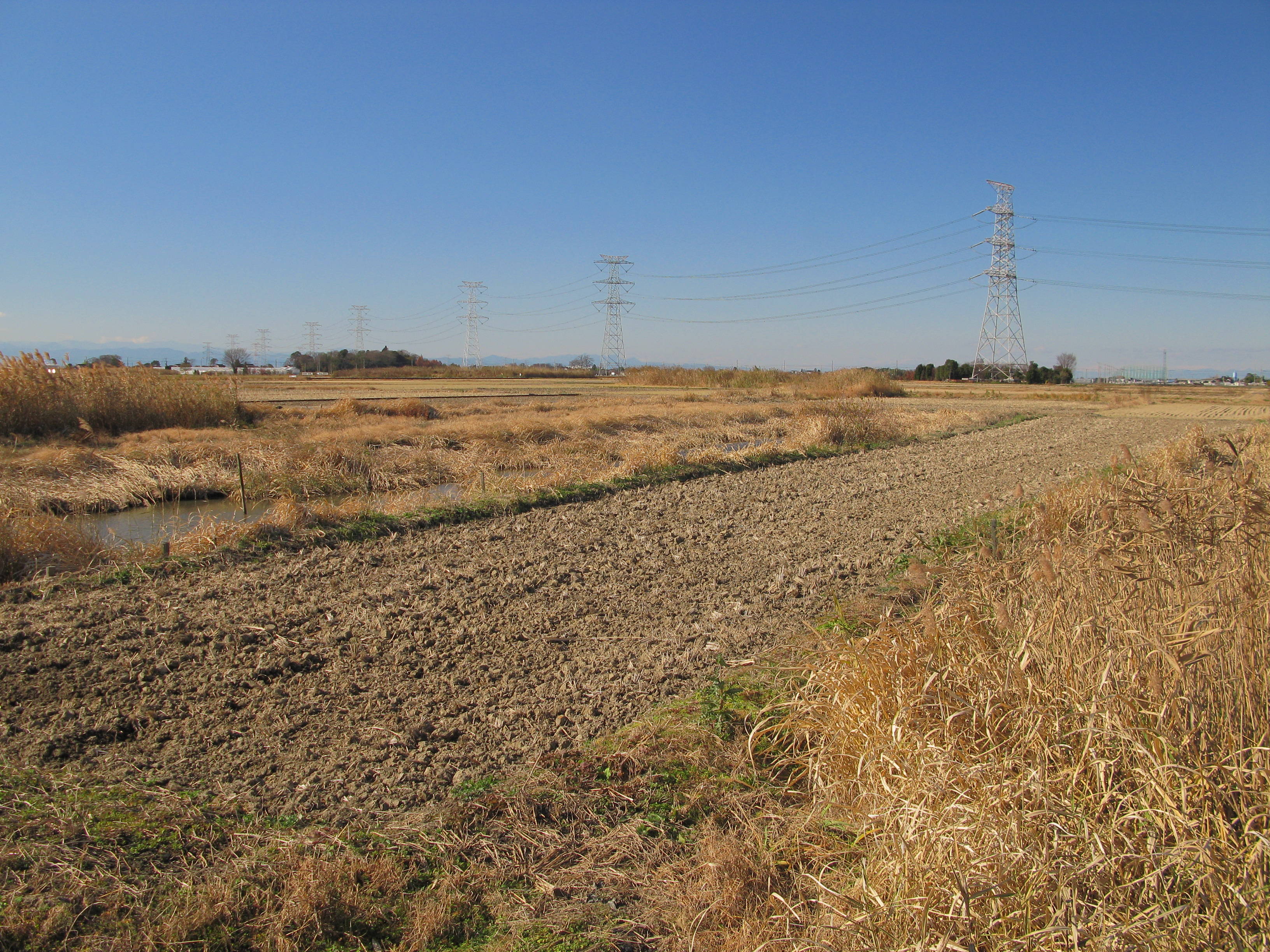
北辻沼の掘り上げ田

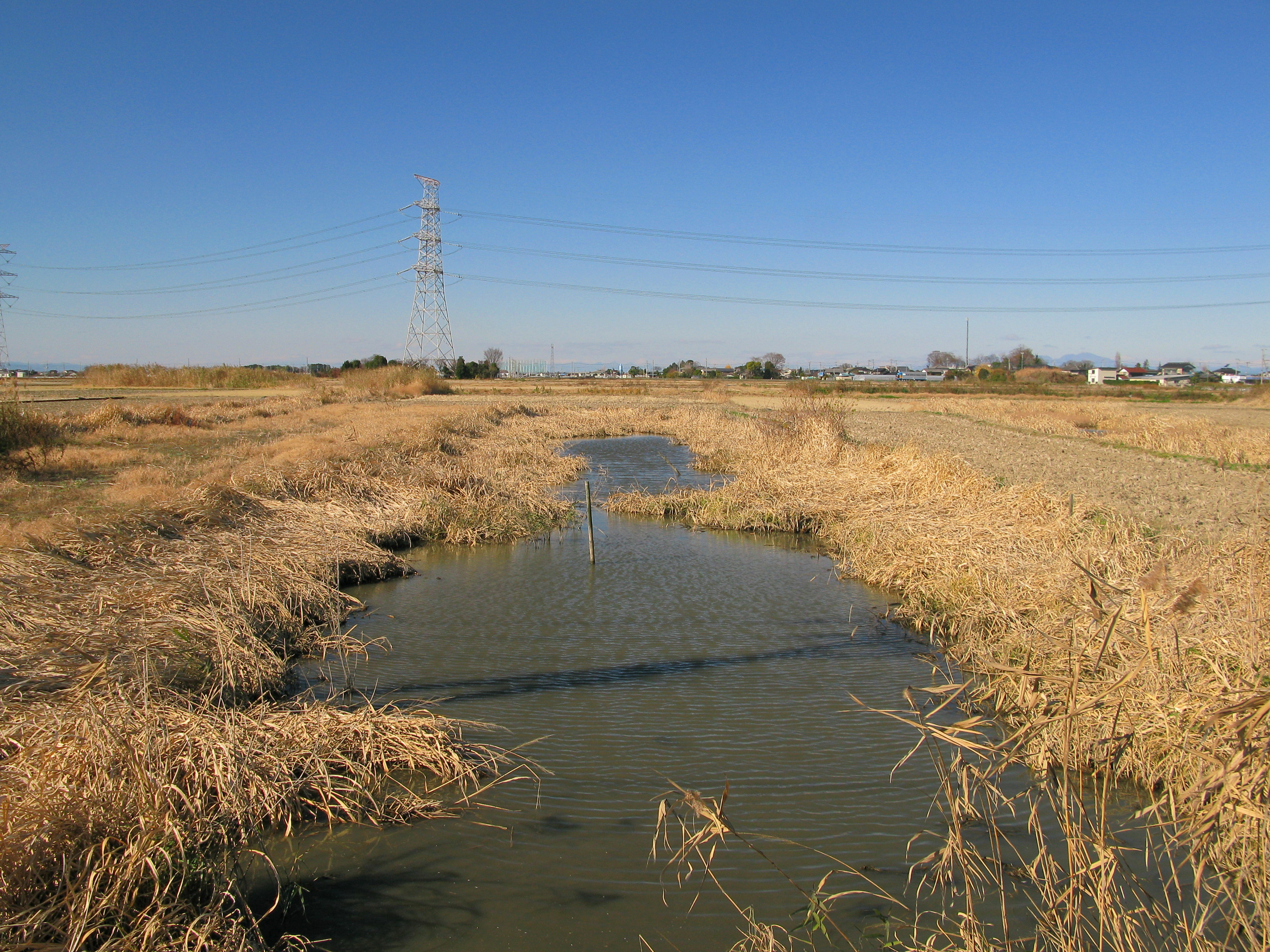
北辻沼の掘り潰れ

北辻沼（きたつじぬま）は、埼玉県加須市北辻（加須地域）に所在する沼である。

## 概要
この北辻沼は加須市北辻に所在していることからこの名称がついた。かつて周辺は沼沢地であったが、江戸時代の新田開発により掘り上げ田として開発・利用されてきた。今日においても掘り潰れが埋め立てられることなく、掘り上げ田として現存している。
なお、沼の周囲は水田などの農地となっている。沼（掘り潰れ）より南南西へと水路が流出し、五ヶ村落へ流入している。

## 所在地
- 〒347-0023 - 埼玉県加須市北辻